# Schleierbrett

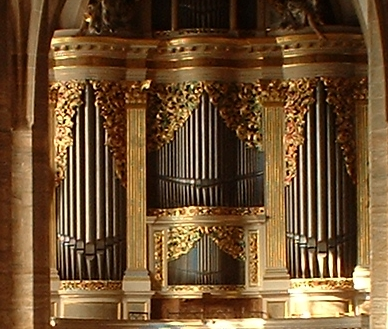
Orgel im Freiberger Dom mit vergoldeten Schleierbrettern über den Pfeifen

Schleierbretter sind in der Regel Holzschnitzereien am Prospekt einer Orgel. Sie dienen der Zierde der Orgel und ‚verschleiern‘ die Leerräume zwischen Pfeifen und Gehäuserahmen. Schleierbretter sind filigran und durchlässig gestaltet, um den Klang der Pfeifen einerseits nicht abzuschirmen, ihn andererseits aber leicht zu modulieren. Manchmal sind die Ziermuster der Schleierbretter nicht geschnitzt, sondern als Laubsägearbeit ornamental ausgeschnitten. Im zeitgenössischen Orgelbau sind modern gestaltete Schleierbretter aus Metall anzutreffen, die aus Lochblechen, Drahtgeflechten oder Metallstäben gebildet sein können. Die Gesamtheit der Schleierbretter wird als Schleierwerk bezeichnet.
Andere bzw. ältere Bezeichnungen für Schleierbretter sind Blendflügel oder Blindflügel; z. B. wurden dem Bildhauer Simon Fries 1685 zweÿ geschnittene blündtflügl zu der orgel von Maria Plain bezahlt, 1686 fertigte Matthias Steinle, Tischler in Mattsee, ein Gehäuse und Blindfliegel für ein Positiv in der Arnsdorfer Kirche an.
Italienische Orgeln besitzen meist keine Schleierbretter, in manchen Fällen allerdings anstatt denselben (teilweise stilisierte) Vorhänge, wie z. B. die Serassi Orgel (1795) der St. Peter Pfarrkirche von Madignano, und die lombardische Orgel (1818) in der Kathedrale von Avignon.
Der Begriff Schleierbrett oder Blindflügel wird auch für seitliche Zierblätter an barocken Altarretabeln verwendet.